# Rùa da
Rùa da hay rùa luýt từ Tiếng Pháp : Tortue luth (danh pháp khoa học: Dermochelys coriacea) là loài rùa biển lớn nhất và là loài bò sát lớn thứ tư sau 3 loài cá sấu. Đây là loài duy nhất còn sống trong chi Dermochelys. Chúng rất dễ phân biệt với các loài rùa biển khác ngày nay vì chúng không có mai. Thay vào đó lưng của chúng được bao phủ bởi lớp da và thịt trơn. Dermochelys coriacea là loài duy nhất tồn tại trong họ Dermochelyidae. Rùa da không có răng mà chỉ có các điểm trên rìa cắt sắc nhọn thuộc môi trên với các gai mọc ngược trong họng giúp nó nuốt thức ăn. Nó có thể lặn sâu đến 1.200 mét (4.200 feet). Chúng còn là loài bò sát di chuyển nhanh nhất thế giới và được ghi nhận năm 1992 bởi sách kỷ lục Guinness với tốc độ 35,28 kilômét trên giờ (21,92 mph)(9,8 m/s) trong nước.

## Giải phẫu và hình thái
Rùa da có hình dáng cơ thể giống các loài rùa biển: rộng, dẹp, mình tròn, có 2 đôi chân chèo rộng và đuôi ngắn. Giống các loài rùa biển khác, hai đôi chân chèo của chúng rất phù hợp với cuộc sống ngoài đại dương. Móng ở chân chèo tiêu giảm. Chân chèo của rùa da có tỉ lệ so với cơ thể lớn nhất trong số các loài rùa biển. Đôi chân chèo đằng trước của chúng có thể sải chân lên tới 2,7 mét, dài nhất trong số các loài rùa biển. Vì là loài duy nhất còn sống sót nên rùa da có nhiều đặc điểm dễ phân biệt với các loài rùa biển khác. Đặc điểm dễ nhận thấy nhất là chúng không có mai cứng bằng chất xương. Thay vì có mai, lưng của chúng được bao phủ bởi lớp da dày điểm những đốm nhỏ bằng chất da xương. Chạy dọc lưng chúng là 7 đường gờ riêng biệt. Rùa da là độc đáo duy nhất trong số các loài bò sát ở chỗ vảy của nó không có β-keratin. Toàn bộ phần lưng rùa da có màu xám sẫm hoặc đen và các chấm, vết màu trắng, phần bụng rùa da có màu sáng hơn phần lưng, thể hiện tính tương phản sắc thái.
Dermochelys coriacea trưởng thành dài 1 đến 2 mét, nặng khoảng 250 đến 700 kg. Con rùa da to nhất được biết dài 3 mét, nặng 916 kilôgam (2.019 lb) ở vùng biển phía tây Wales.
Dermochelys coriacea sở hữu một loạt các đặc trưng giải phẫu được coi là gắn liền với cuộc sống trong môi trường nước lạnh, bao gồm lớp mô mỡ nâu che phủ rộng, các cơ bơi độc lập về mặt nhiệt độ, cơ chế trao đổi nhiệt ngược giữa các chân bơi trước và phần cốt lõi của cơ thể, cũng như một mạng lưới rộng các cơ quan trao đổi nhiệt ngược xung quanh khí quản.

### Các đặc tính sinh lý
Rùa da được coi là độc đáo trong số các loài bò sát ở khả năng duy trì thân nhiệt cao bằng cách sử dụng nhiệt sinh ra do trao đổi chất, hay thu nhiệt. Các nghiên cứu sơ bộ cho thấy quá trình trao đổi chất của rùa da cao hơn các loài bò sát cùng kích thước khoảng 3 lần. Tuy nhiên, nghiên cứu gần đây sử dụng các đại diện bò sát có kích thước tương đương rùa da trải qua quá trình phát sinh cá thể đã phát hiện thấy rằng tốc độ trao đổi chất trạng thái nghỉ (RMR) của các cá thể Dermochelys coriacea lớn là không khác biệt đáng kể so với các kết quả đã dự đoán dựa theo tương quan sinh trưởng học.
Thay vì sử dụng trao đổi chất trạng thái nghỉ cao, rùa da dường như có lợi thế nhờ tốc độ hoạt động cao. Nghiên cứu trên các cá thể D. coriacea hoang dã phát hiện thấy chúng có thể chỉ dùng ít tới 0,1% thời gian trong ngày để nghỉ ngơi. Sự bơi lội liên tục này tạo ra nhiệt có nguồn gốc từ các cơ bắp. Cùng với trao đổi nhiệt ngược, lớp da cách nhiệt dày cùng kích thước lớn, rùa da có thể duy trì các khác biệt nhiệt độ cao so với môi trường nước bao quanh. Chúng có thể duy trì thân nhiệt cao hơn môi trường 18°C (32°F).
Rùa da là loài lặn sâu nhất thế giới. Kỉ lục ghi nhận một con rùa da lặn được sâu hơn 1.200 mét. Thời gian lặn trung bình khoảng 3-8 phút, nhưng đôi khi có thể lâu tới 30–70 phút.
Chúng cũng là loài bò sát nhanh nhất. Quyển Guinness Book of World Records xuất bản năm 1992 ghi nhận rùa da bơi với tốc độ 9,8 m/s (35,28 km/h).

## Phân bố
Rùa da sống khắp nơi trên thế giới. Trong số các loài rùa biển còn sinh tồn thì D. coriacea có khu vực phân bố rộng nhất, từ Alaska đến Na Uy từ Mũi Hảo Vọng ở châu Phi đến điểm cực nam New Zealand. Chúng sống trong tất cả các vùng biển nhiệt đới và cận nhiệt đới, và còn được tìm thấy ở vòng Bắc cực. Trên thế giới có 3 quần thể chính, cách ly sinh sản với nhau. Quần thể Đại Tây Dương khác biệt với 2 quần thể kia ở đông và tây Thái Bình Dương, và bản thân 2 quần thể Thái Bình Dương cũng khác biệt với nhau. Quần thể nhỏ (có thể) thứ 3 sinh sản ở Malaysia. Quần thể nhỏ này có nguy cơ tuyệt chủng rất cao. Mặc dù khu vực làm ổ đẻ trứng đã được nhận dạng ở vài bãi biển ven Ấn Độ Dương, nhưng nói chung quần thể rùa da Ấn Độ Dương vẫn chưa được ước định và đánh giá.

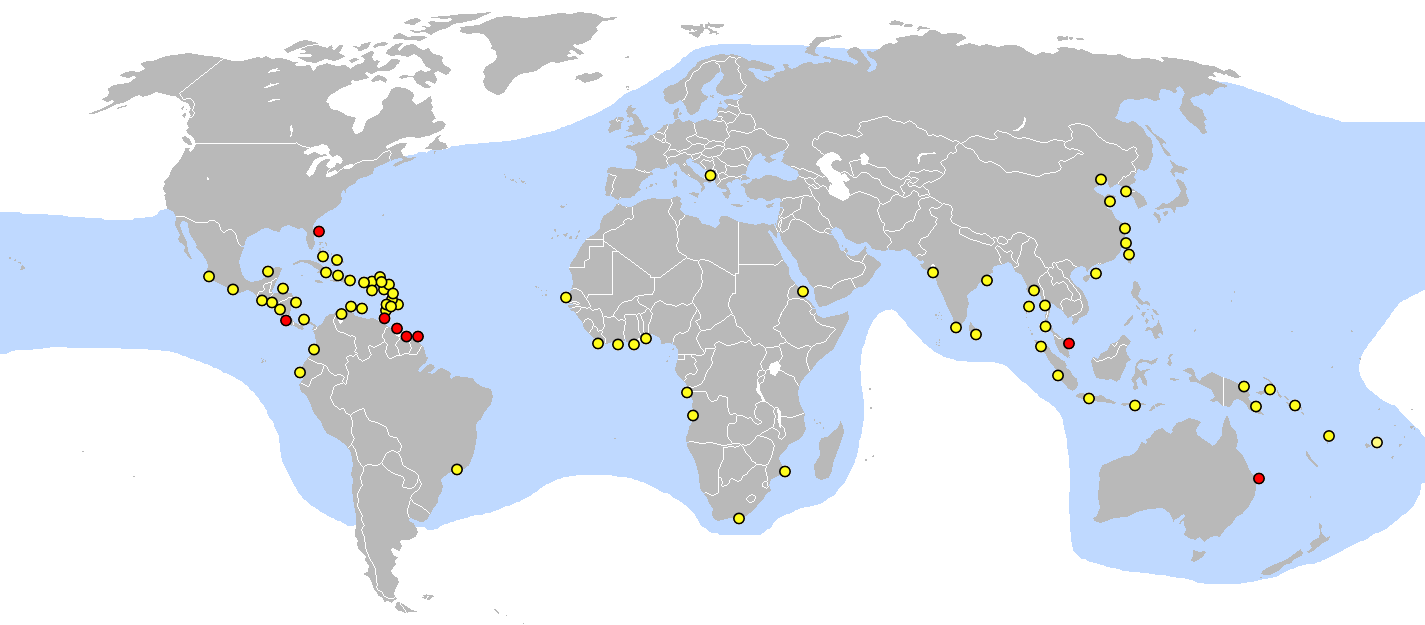
Phân bố của D. coriacea. Các vòng màu vàng thể hiện vùng chúng ít đến làm tổ hơn. Các vòng màu đỏ cho biết nơi chúng thường làm tổ.

Nghiên cứu gần đây cho thấy có khoảng 26.000 đến 43.000 rùa cái làm tổ mỗi năm, ít hơn rất nhiều so với 115.000 cá thể theo nghiên cứu năm 1980. Những con số đang suy giảm này có ý nghĩa mạnh mẽ trong việc khuyến cáo cần thiết phải có các giải pháp có hiệu quả trong việc ổn định số lượng rùa da và dần đưa chúng thoát khỏi tình trạng cực kỳ nguy cấp.

### Quần thể rùa da Đại Tây Dương

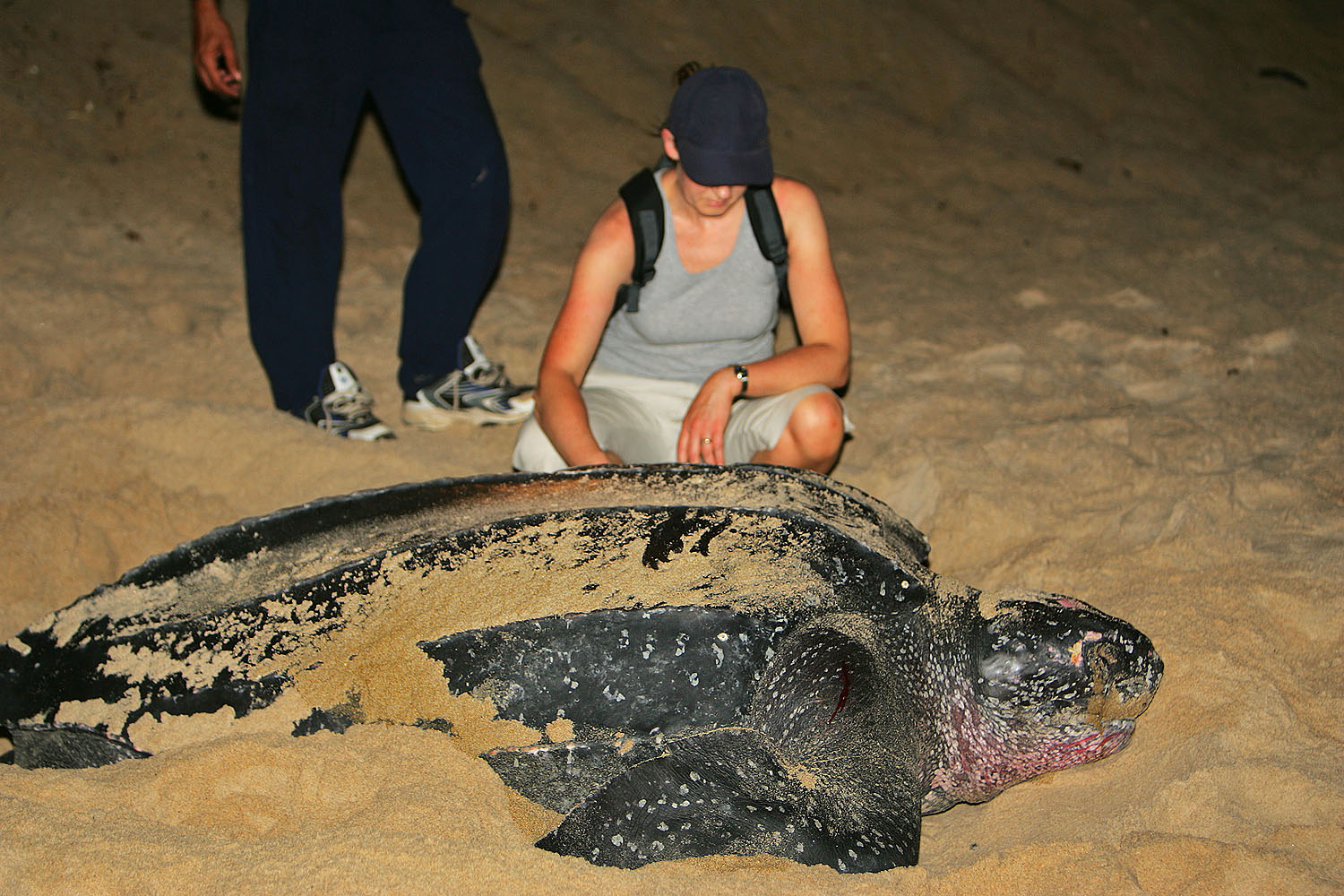
Một con rùa da ở Trung Mỹ

Rùa da Đại Tây Dương phân bố hầu khắp trong khu vực này. Khu vực sinh sống của chúng kéo dài về phía bắc cho đến Biển Bắc và về phía nam đến Mũi Hảo Vọng. Khác với các loài rùa biển khác, rùa da kiếm ăn ở các vùng nước lạnh, nơi có nhiều sứa, và điều này mở rộng phạm vi sinh sống của chúng. Nhưng chỉ có một số vùng bờ biển được chúng chọn làm nơi đẻ trứng.
Ngoài khơi Đại Tây Dương giáp với Canada, rùa da kiếm ăn tại vịnh St. Lawrence gần Quebec và kéo dài về phía bắc đến Newfoundland và Labrador. Khu vực làm tổ lớn nhất là ở Suriname, Guiana thuộc Pháp và Trinidad và Tobago trong vùng biển Caribe và Gabon ở Trung Phi. Các bãi biển ở Công viên quốc gia Mayumba tại Mayumba là nơi bảo tồn rùa da lớn nhất ở châu Phi. Ở bờ đông bắc lục địa Nam Mỹ, một số bãi biển nằm giữa Guiana thuộc Pháp và Suriname là nơi rùa biển chọn làm tổ, nhất là rùa da. Một vài trăm ổ trứng xuất hiện hàng năm ở bờ biển miền đông Florida. Ở Coasta Rica, bãi biển Parismina được biết đến là nơi rùa da chọn làm tổ.

### Quần thể rùa da Thái Bình Dương
Rùa da Thái Bình Dương thuộc về 2 quần thể khác biệt nhau. Một quần thể làm tổ ở các bãi biển trong tỉnh Papua, Indonesia và quần đảo Solomon, kiếm ăn dọc khắp Thái Bình Dương vào Bắc bán cầu, kéo dài tới vùng bờ biển thuộc California, Oregon, Washington tại Bắc Mỹ. Trong khi đó, quần thể kia được tìm thấy ở Nam bán cầu, dọc theo các bãi biển ở phía tây lục địa Nam Mỹ, trong khi đó thì chúng lại làm tổ ở bờ Thái Bình Dương thuộc Trung Mỹ, khu tập trung nằm ở México và Costa Rica. Quần thể rùa làm tổ ở Malaysia, với số lượng ít hơn 100 cá thể vào năm 2006, cũng đã được đề xuất là quần thể thứ 3 ở Thái Bình Dương.
Có 2 vùng kiếm ăn chính của chúng ở vùng biển ven Hoa Kỳ đại lục. Một vùng được nghiên cứu khá kỹ lưỡng nằm ở bờ tây bắc gần cửa sông Columbia. Nguồn nước đây lý tưởng cho rùa da vì các nhà khoa học cho rằng có đủ dinh dưỡng trong nước ở Bắc Thái Bình Dương. Một khu vực sinh sống khác của chúng là vùng biển ven bờ thuộc bang California. Xa hơn về phía bắc, rùa da cũng bơi tới vùng biển ven British Columbia thuộc Canada.

### Quần thể rùa da Ấn Độ Dương
Có rất ít nghiên cứu được công bố về quần thể rùa da Ấn Độ Dương, nhưng vùng làm tổ đã biết là Sri Lanka và quần đảo Nicobar. Có ý kiến cho rằng đây là quần thể rùa cách ly về mặt sinh học với các quần thể rùa khác.

## Môi trường sống và vòng đời

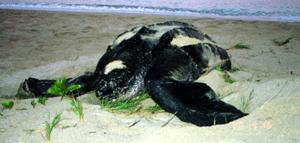

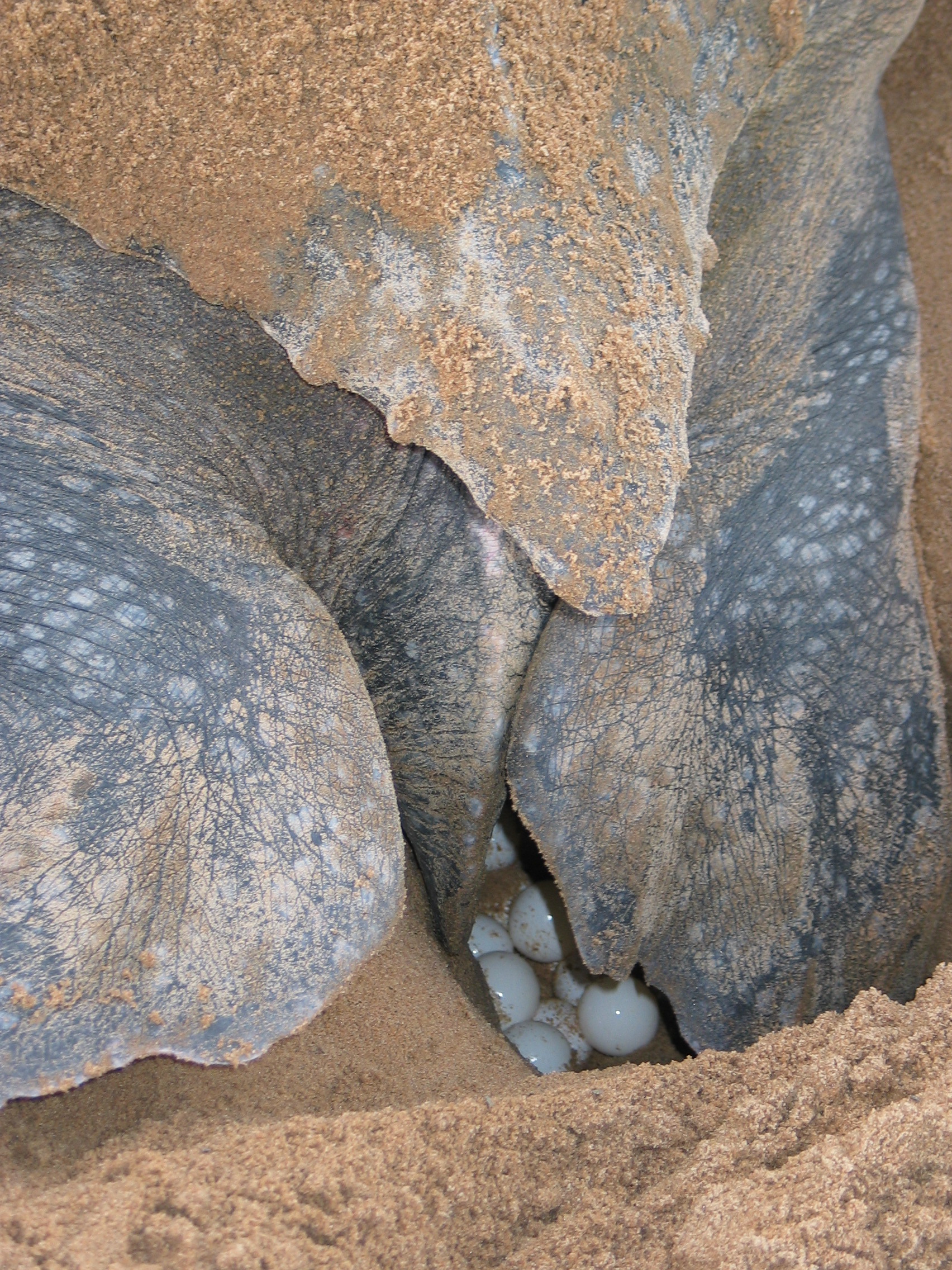

### Môi trường sống
Rùa da sống chủ yếu ngoài biển khơi. Các nhà khoa học đã theo dõi được một con rùa da bơi từ Indonesia đến Hoa Kỳ trên quãng đường khoảng 20.000 km (13.000 dặm Anh) trong vòng trên 647 ngày trong quá trình nó tìm kiếm thức ăn. Rùa da thích sống ở vùng nước sâu nhưng vẫn bắt gặp trên cạn. Khác với các loài bò sát khác, chúng sống tốt trong nước lạnh, chúng có thể sống ở những vùng lạnh đến 4,5°C.

### Thức ăn
Dermochelys coriacea trưởng thành gần như chỉ ăn sứa. Vì bản chất chế độ ăn ép buộc của chúng mà rùa da được coi là một tác nhân kiểm soát số lượng quần thể sứa. Rùa da cũng ăn những loài động vật biển thân mềm như động vật sống đuôi và động vật chân đầu.

### Chết và phân hủy
Rùa da chết dạt vào bờ cũng là một vi hệ sinh thái trong quá trình phân huỷ của nó. Một xác rùa da tìm thấy năm 1996 được quan sát thấy là vật chủ của những con ruồi xám (Sarcophagidae) và nhặng (Calliphoridae) sau khi bị một cặp kền kền đen Bắc Mỹ (Coragyps atratus) rỉa thịt. Sự phân huỷ bởi các loài bọ cánh cứng ăn xác thối như bọ hung (Scarabaeidae), bọ chân chạy (Carabidae) và quy (Tenebrionidae) được tìm thấy ngay sau đó. Sau vài ngày phân huỷ, các loài bọ cánh cứng thuộc các họ bọ mặt quỷ (Histeridae) và bọ cánh cụt (Staphylinidae) cũng như các con ruồi hoa (Anthomyiidae) cũng lao vào tấn công xác chết. Nói chung, có hàng tá các họ sinh vật tham gia vào việc phân huỷ xác chết này.

### Vòng đời

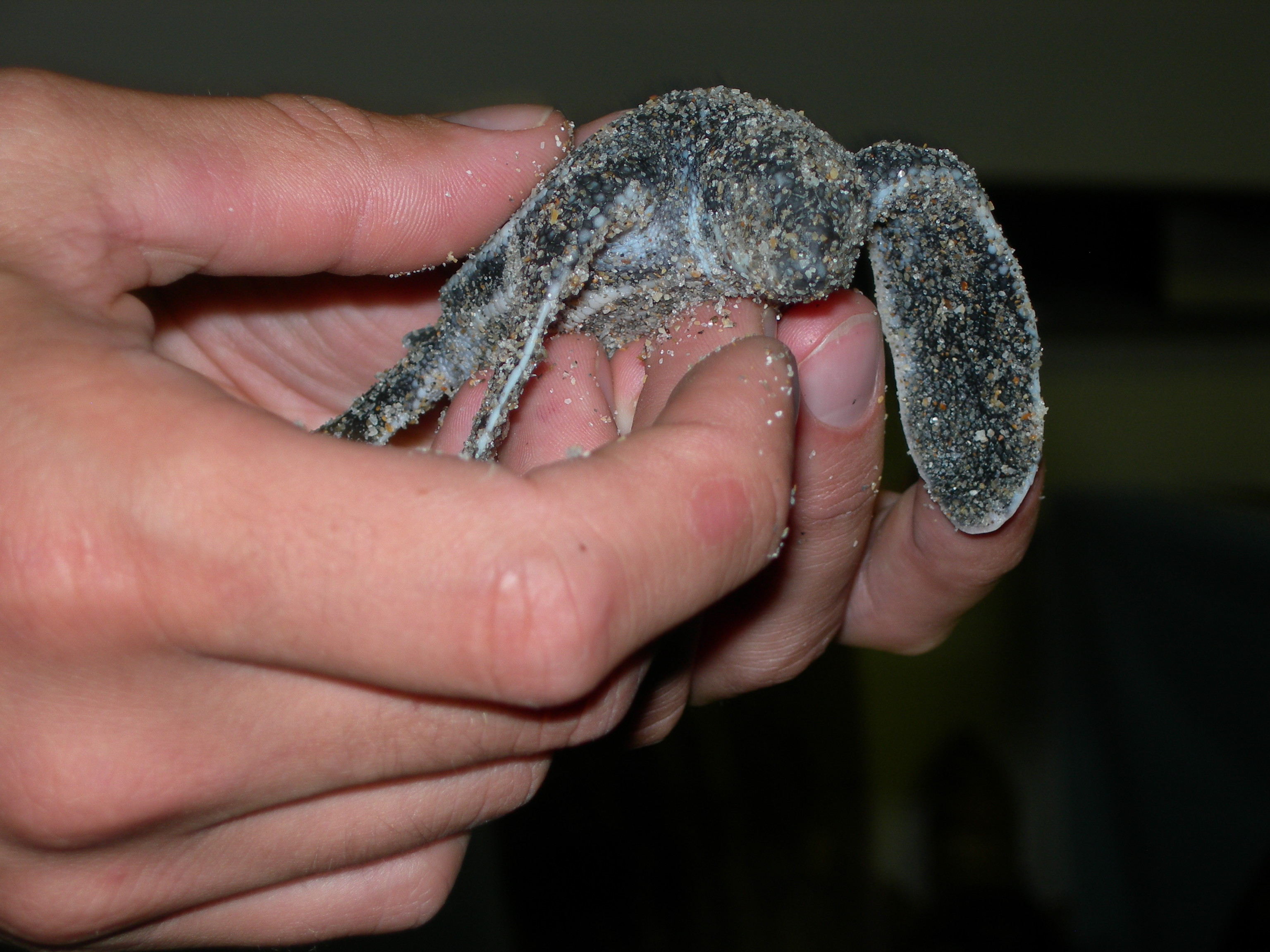
Rùa da non tại Tổ hợp Môi trường Gumbo Limbo ở Boca Raton.

Giống như các loài rùa biển khác, thời điểm bắt đầu cuộc sống của rùa da là khi chúng nở. Ngay sau khi nở, rùa da con ngay lập tức gặp nguy hiểm từ động vật ăn thịt. Rất nhiều rùa da con bị chim, bò sát, giáp xác ăn thịt trước khi chúng kịp xuống nước. Khi chúng đã xuống biển thì người ta hầu như không gặp lại chúng nữa cho đến khi chúng trưởng thành. Rất ít rùa da sống sót cho đến khi trưởng thành. Các con rùa da non sống hầu hết thời gian ở vùng nhiệt đới hơn là các con trưởng thành.
Rùa da trưởng thành thường có đường di cư rất dài. Chúng thường di cư giữa những vùng nước lạnh có nhiều sứa và vùng nước ấm ở vùng nhiệt đới và cận nhiệt nơi chúng nở. Ở Đại Tây Dương, một số rùa cái trưởng thành được đeo thẻ và thả ra tại Guiana thuộc Pháp bên bờ biển Nam Mỹ đã bị bắt lại ở bờ biển Maroc và Tây Ban Nha.
Giao phối diễn ra ở ngoài biển. Rùa da đực không bao giờ rời biển từ khi chúng xuống biển, còn rùa da cái lên bờ đẻ trứng. Sau khi xác định được con cái (những con tiết ra pheromone là dấu hiệu sẵn sàng giao phối) con đực dùng những cử động của đầu, mõm, cắn, hay chân chèo để xác định con cái có chấp thuận không. Rùa da cái giao phối 1 lần trong vòng khoảng 2 đến 3 năm. Nhưng chúng có khả năng sinh sản và làm tổ thường niên. Chúng thụ tinh trong và vài con đực giao phối với một con cái. Tuy nhiên, các nghiên cứu về tập tính đa phu ở rùa biển không hề mang lại điều thuận lợi đặc biệt gì cho thế hệ con.
Trong khi các loài rùa biển khác hầu như chỉ quay lại bãi biển nơi chúng nở để làm tổ thì rùa da cái lại thay đổi nơi đẻ trứng trong vùng mà chúng nở. Các bãi biển được chọn thường có cát mềm vì mai và yếm của chúng rất mềm và dễ bị tổn thương bởi đá. Khu vực làm tổ còn phải thoai thoải. Nhưng những bãi biển này lại không có lợi cho rùa da vì dễ bị xói mòn. Rùa da cái đào tổ bằng chân chèo. Một con rùa da cái đẻ khoảng 9 ổ trong mỗi mùa sinh sản. Khoảng cách giữa hai lần đào tổ là khoảng 9 ngày. Trung bình mỗi ổ trứng có khoảng 110 quả, 85% có khả năng sống. Rùa cái cẩn thận lấp ổ lại để che giấu nó khỏi những loài ăn thịt.
Sự phân chia của các tế bào bắt đầu từ lúc thụ tinh, nhưng sự phát triển ngưng lại trong giai đoạn hình thành phôi dạ, giai đoạn có sự di chuyển và gấp nếp của các tế bào mầm ở phôi, trong khi trứng được đẻ. Sự phát triển sau đó tiếp tục diễn ra nhưng phôi vẫn còn rất nhạy cảm, có tỉ lệ tử vong rất cao gây ra bởi sự dịch chuyển, cho tới khi các màng phát triển hoàn chỉnh sau 20 đến 25 ngày ấp, khi cấu trúc các cơ quan đã được hoàn chỉnh. Trứng nở sau khoảng 60 đến 70 ngày. Đối với các loài bò sát khác, nhiệt độ môi trường của tổ quyết định giới tính của con non. Khi đêm xuống, rùa con phá vỡ vỏ trứng và bò về phía biển.
Rùa da sống khắp nơi trên thế giới nên mùa sinh sản của chúng cũng khác nhau ở các nơi. Chúng làm tổ từ tháng 2 đến tháng 7 ở Parismina, Costa Rica. Xa hơn, ở Guiana thuộc Pháp, rùa da làm tổ từ tháng 3 đến tháng 8. Rùa da Đại Tây Dương làm tổ từ tháng 2 đến tháng 7 ở Nam Carolina (Hoa Kỳ) cho đến quần đảo Virgin ở Caribe và đến Suriname và Guyana. Khoảng 30.000 con rùa đến dẻ trứng vào tháng 4 ở Công viên quốc gia Mayumba. Nơi đây trở thành nơi đẻ trứng lớn nhất của chúng ở châu Phi, và có thể là lớn nhất thế giới.

## Lịch sử tiến hóa và phân loại
Các loại rùa da đã tồn tại ở dạng nào đó kể từ khi những loài rùa biển thật sự đầu tiên xuất hiện cách đây 110 triệu năm trong kỷ Creta. Các loài rùa da này thuộc về họ Rùa da (Dermochelyidae), có quan hệ khá gần với họ Vích (Cheloniidae) - họ chứa các loài rùa biển khác còn sinh tồn. Nhưng, đơn vị phân loại chị em của họ Rùa da lại là họ Protostegidae đã tuyệt chủng, bao gồm các loài không có mai cứng.
Dermochelys coriacea là loài duy nhất còn sinh tồn trong chi Dermochelys. Chi này tới lượt mình lại là chi duy nhất còn sinh tồn của họ Rùa da.
Loài này lần đầu tiên được Domenico Vandelli mô tả năm 1761 dưới tên gọi Testudo coriacea. Năm 1816, chi Dermochelys được nhà động vật học người Pháp là Henri Blainville đặt ra. Rùa da sau đó được xếp vào chi của chính nó với tên gọi Dermochelys coriacea. Sau đó, loài này được nhà động vật học Leopold Fitzinger xếp trong họ Dermochelyidae vào năm 1843. Năm 1884, nhà tự nhiên học người Mỹ là Samuel Garman mô tả một loài với tên gọi Sphargis coriacea schlegelii. Hai loài này sau đó được hợp nhất vào D. coriacea và chia ra thành 2 phân loài là D. coriacea coriacea và D. coriacea schlegelii. Các phân loài này sau đó được coi là từ đồng nghĩa không hợp lệ củaDermochelys coriacea.

## Tầm quan trọng
Hiện nay trên thế giới người ta vẫn lấy trứng rùa. Việc khai thác trứng rùa ở châu Á được xem như yếu tố ảnh hưởng lớn nhất đến sự suy giảm số lượng của chúng. Ở Đông Nam Á việc thu hoạch trứng rùa dẫn đến tình trạng làm cho rùa gần như không còn đến làm tổ trong khu vực này, đặc biệt là tại Thái Lan và Malaysia. Ở Malaysia, chúng đã từng bị tuyệt chủng cục bộ, trứng rùa được coi là một loại đặc sản. Tại các quần đảo trong biển Caribe một số nền văn hóa coi trứng rùa biển là thuốc kích thích tình dục.

## Bảo tồn

### Các giải pháp toàn cầu
Theo quy định của Công ước về Buôn bán quốc tế các loài động, thực vật nguy cấp (Convention on International Trade in Endangered Species of Wild Flora and Fauna, CITES) thì đánh bắt và giết rùa da là phạm pháp.
Luật bảo tồn rùa da được nêu rõ nhất trong báo cáo lần thứ nhất của State of the World's Sea Turtles năm 2006. Các quần thể rùa ở México, Costa Rica và Malaysia được đặc biệt quan tâm. Đông Đại Tây Dương là nơi bị ảnh hưởng nhiều do sức ép từ việc đánh bắt cá từ đông nam châu Mỹ.
Tổ chức Leatherback Trust là một tổ chức được thành lập với mục tiêu chủ yếu là bảo vệ các loài rùa biển. Quỹ này có nhiệm vụ xây dựng những nơi trú ẩn an toàn cho chúng ở Costa Rica và Parque Marino Las Baulas.
Ngày 1/5, ngư dân xã Tiến Thủy (huyện Quỳnh Lưu, Nghệ An) đã bắt được một con rùa trôi dạt vào bờ con rùa dài trên 1,5 m, ngang khoảng 1 m, nặng 230 kg và trên mai có 8 khía. Dây là rùa quý hiếm và đã được thả về biển, ngày 4/8/2014, một ngư dân của xã Bảo Ninh, Đồng Hới, Quảng Bình đã vô tình bắt được 01 con rùa da nặng khoảng 80 Kg. Chi cục Khai thác và bảo vệ nguồn lợi thủy sản của tỉnh đã tuyên truyền, thực hiện thả rùa về biển